# FS E.412
Die Lokomotiven der Baureihe E 412, auch Brennerlok oder nach der selten verwendeten Bezeichnung des Herstellers 112E, sind elektrische Mehrsystemlokomotiven, die von der den italienischen Ferrovie dello Stato (FS) für den internationalen Verkehr beschafft wurden. Neben den 20 Lokomotiven der FS existieren 8 weitere Lokomotiven, die ursprünglich für die PKP als EU43 gebaut, später aber von RTC übernommen wurden.

## Geschichte
Im Jahr 1993 gaben die FS im Zuge der wachsenden internationalen Aktivitäten der europäischen Bahngesellschaften Mehrsystemlokomotiven in Auftrag, die sowohl im italienischen 3-kV-Gleichstromnetz als auch im Süden von Frankreich (1,5 kV =) und insbesondere für den Brennerverkehr auch im österreichischen und deutschen Netz (15 kV, 16,7 Hz) einsetzbar sein sollte. Die Lokomotiven sollten sowohl für schnelle EuroCity-Züge als auch für den Güterverkehr einsetzbar sein. Die vier Prototyp-Lokomotiven wurden ab 1996 vom damaligen Hersteller ABB Tecnomasio (heute Alstom) in Vado Ligure, Italien, gebaut. Dieses Werk produziert nahezu ausschließlich für den italienischen Markt. 
Nach vielen Versuchsfahrten, die die Lokomotiven zusammen mit der AEG 12X der DB auch in die Schweiz führten, wurde 1997 mit der Serienproduktion von weiteren 16 Maschinen begonnen. Außerdem wurde auch versucht, acht baugleiche Fahrzeuge nach Polen zu verkaufen, die dort die Reihenbezeichnung EU43 erhalten sollten. Der Verkauf scheiterte aus finanziellen Gründen seitens der PKP. Die polnischen Loks sind danach an die italienische Privatbahngesellschaft RTC (Rail Traction Company) verkauft worden, die Bezeichnung EU43 wurde später an Lokomotiven der TRAXX-Variante MS2 vergeben. Ende 1999/2000 wurden erstmals Probefahrten über die Pustertalbahn und die Drautalbahn bis nach Lienz in Osttirol unternommen. An manchen Tagen kamen die Lokomotiven auch bis nach Spittal-Millstättersee.

## Technik
Die Lokomotiven laufen auf Drehgestellen mit Integriertem Gesamtantrieb (IGA), der auch bei den Lokomotiven der DB-Baureihe 101 und den italienischen E405 vorhanden ist, die Stromrichter ähneln denen der SBB Re 460. Für den Antrieb werden Doppelsternmotoren verwendet, was Drehstrom-Asynchronmotoren mit zwei Wicklungssystemen in Sternschaltung im selben Gehäuse sind – eine eher unübliche Schaltung, die aber auch bei den Lokomotiven der ČD-Reihe 380 oder bei den ЭП10 der RŽD verwendet wird. 
Der geschweißten Wagenkasten in Stahlleichtbaukonstruktion stützt sich über Flexicoil-Schraubenfedern auf die Drehgestelle ab. Die Seitenwände aus Aluminium sind zur Erhöhung der Steifigkeit gesickt. Der estergekühlte Transformator ist wie bei Neubaulokomotiven üblich unterflur angeordnet. Die Lokomotive ist mit Gruppenantrieb ausgeführt, wobei eine Antriebsgruppe aus einer Achse aus dem Drehgestell 1 und einer aus dem Drehgestell 2 besteht, eine ebenfalls unübliche Anordnung. 
Die Lokomotiven verfügt über eine elektrische Nutzbremse. Es sind zwei Einholmstromabnehmer der Bauart WBL 85 vorhanden, je einer für Gleichspannung (Führerstand A, italienische Palette) und Wechselspannung (Führerstand B, deutsch-österreichische Palette). 
In der Lokomotive sind zwei Stromrichter angeordnet. Unter Wechselstromsystemen wird die sekundärseitige Spannung des Haupttransformators in einem Vierquadrantensteller (4QS) in eine Gleichspannung umgewandelt, welche in einen Gleichstromzwischenkreis eingespeist wird. Unter den Gleichstromsystemen erfolgt die Speisung des Zwischenkreises direkt aus der Fahrleitung. 
Die Pulswechselrichter wandeln den Gleichstrom des Zwischenkreises in Dreiphasenwechselstrom zur Speisung der Fahrmotoren um. Im Gleichstromnetz sind zwei Pulswechselrichter in Serie geschaltet, die je ein Wicklungssystem der Fahrmotoren mit Strom versorgen, im Wechselstromsystem wird nur ein Pulswechselrichter benötigt, der die beiden parallel geschalteten Wicklungssysteme der Fahrmotoren mit Spannung versorgt.  
Die Steuerung der Antriebe erfolgt durch ein rechnerunterstütztes Betriebssystem. Die Lokomotiven sind mit 18-poligen IS-Steckdosen für die UIC-Leitung, einer Vielfachsteuerung und einer Speiseeinrichtung der Zugsammelschiene für Reisezüge ausgerüstet. Lauftechnisch sind die Lokomotiven für eine Geschwindigkeit von 220 km/h ausgelegt, jedoch in Italien nur für 200 km/h zugelassen. Ausgerüstet wurden sie mit Fahrzeugeinrichtungen der Zugbeeinflussungen RS4 Codici (Italien) sowie punkt- und linienförmiger Zugbeeinflussung (Österreich und Deutschland). Von einem Einsatz in Frankreich wurde abgesehen.
Die E 412 wurden mit dem damals üblichen XMPR-Anstrich der FS ausgeliefert, werden ab 2021 aber im Rahmen von Hauptuntersuchungen auf den neuen rot-grauen Anstrich der FS-Tochter Mercitalia Rail umlackiert.

## Einsatz
Zum geplanten Einsatz vor EuroCity-Zügen nach Deutschland bis München kam es nicht, da die ÖBB zunächst die Zulassung verweigerten. Dennoch sind die Lokomotiven von Anfang an auf der Brennerstrecke von Verona aus im Einsatz gewesen. Durch die Zuteilung der Baureihe zu Trenitalia Cargo sind sie heute ausschließlich im Güterverkehr im Einsatz. Vor allem die Züge der Rollenden Landstraße und Container-Züge zwischen Brenner und Verona werden mit den Lokomotiven der Reihe E412 bespannt. Nach einer kurzen Testreihe in Polen werden auch die Lokomotiven der RTC heute auf der italienischen Brennerbahn für die Bespannung von Güterzügen eingesetzt. Nach wiederholten Probefahrten im Frühjahr 2006 sind die Lokomotiven seit Mitte Juni 2006 auch in Österreich zugelassen. Seit Sommer / Herbst 2006 werden so planmäßig Züge zwischen Regensburg, Ingolstadt und Italien sowie München und Italien bespannt. Dabei werden die Lokomotiven ausschließlich durch die Trenitalia-Tochter TX Logistik eingesetzt. Ende Januar, Anfang Februar 2007 wurden in einem Großversuch durch TXL auch Züge von Verona bis in das Ruhrgebiet durchgehend mit den Lokomotiven bespannt. Ab Anfang April 2007 fahren diese Lokomotiven der FS im Übereinkommen mit den ÖBB bis nach Salzburg. Im Gegenzug fahren die 1216 der ÖBB bis nach Cervignano (Italien) ohne Umspannen an der Grenze durch.